# The Golden Age of Apocalypse
Albums de Thundercat
Apocalypse
(2013)
The Golden Age of Apocalypse est le premier album Thundercat, sorti le 29 août 2011 sous le label Brainfeeder.

## Titres
| No  | Titre                                          | Durée |
| --- | ---------------------------------------------- | ----- |
| 1.  | Hooooooo                                       | 0:22  |
| 2.  | Daylight                                       | 2:56  |
| 3.  | Fleer Ultra                                    | 2:14  |
| 4.  | Is It Love?                                    | 5:37  |
| 5.  | For Love I Come                                | 3:55  |
| 6.  | It Really Doesn't Matter to You                | 3:33  |
| 7.  | Jamboree                                       | 3:45  |
| 8.  | Boat Cruise                                    | 3:45  |
| 9.  | Seasons                                        | 2:18  |
| 10. | Golden Boy                                     | 3:04  |
| 11. | Walkin'                                        | 2:06  |
| 12. | Mystery Machine (The Golden Age of Apocalypse) | 2:05  |
| 13. | Return to the Journey                          | 2:04  |